# Carmen Russo
Carmela Carolina Fernanda „Carmen” Russo (ur. 3 października 1959 w Genui) – włoska aktorka, modelka i piosenkarka, finalistka włoskich konkursów piękności.

## Życiorys
Urodziła się w Genui jako córka urzędnika policji. W 1972 została Miss Nastolatek. W połowie lat siedemdziesiątych rozpoczęła swoją karierę jako modelka, uczestnicząc w kilku konkursach piękności we Włoszech. W 1977 została wybrana Miss International.
Mając zaledwie szesnaście lat zadebiutowała na ekranie w niewielkiej roli prześladowanej dziewczyny w komedii Sergio Corbucciego Di che segno sei? (1975) z Paolo Villaggio, Adriano Celentano, Mariangelą Melato, Alberto Sordi i Luciano Salce. Potem pojawiła się w dramacie kryminalnym Mark il poliziotto spara per primo (1975) jako dziewczyna na jachcie z Franco Gasparrim, Lee J. Cobbem, Massimo Girottim, Spirosem Fokasem, Arturo Dominicim i Nino Benvenutim, dreszczowcu Genova a mano armata (1976) jako Cassiera del Bar z Tonym Lo Bianco i Maud Adams, komedii Nerone (1977) jako Lucilla z Enrico Montesano (Gajusz Petroniusz), Paolo Stoppą (Piotr Apostoł) i Paolą Borboni (Agrypina Młodsza), filmie erotycznym Ragazze in affitto S.p.A. (1980) jako Luciana z Zorą Kerovą oraz dreszczowcu erotycznym Le porno killers (1980) jako Virginia z Manlio Cersosimo.
Federico Fellini zaangażował ją do swojego filmu Miasto kobiet (La città delle donne, 1980). Po raz pierwszy zwróciła uwagę publiczności w komediach erotycznych: Mia moglie torna a scuola (1981) w roli Valentiny Buratti, Giovani, belle... probabilmente ricche (1982) jako Claudia i Paulo Roberto Cotechiño centravanti di sfondamento (1983) jako Lucelia z Moaną Pozzi.
Była gwiazdą telewizyjną programów: Drive In (1983), Risatissima (1985) i Grand Hotel (1985), a także w programie Canale 5 Striscia la notizia z Angelą Cavagną. W 2003 i 2006 brała także udział we włoskiej i hiszpańskiej wersji reality show Celebrity Survivor. W 2006 wygrała w hiszpańskiej wersji Supervivientes.
W trakcie swojej kariery wydała także trzy nieudane albumy studyjne: Stars on Donna (1983), Le canzoni di „Drive in...” (1984) i Una notte italiana (1992). W latach osiemdziesiątych wielokrotnie pozowała dla magazynu „Playboy” i „Playmen”.
26 czerwca 1987 wyszła za mąż za tancerza i choreografa Enzo Paolo Turchi, z którym ma córkę Marię (ur. 14 listopada 2013).

## Wybrana filmografia
- 1975: Di che segno sei?
- 1976: Genova a mano armata
- 1977: Die linkshändige Frau
- 1979: Riavanti... Marsch!
- 1979: Liquirizia
- 1979: Un’ombra nell’ombra
- 1979: I viaggiatori della sera
- 1979: L’infermiera nella corsia dei militari
- 1980: Patrick vive ancora
- 1980: Miasto kobiet
- 1980: La settimana bianca
- 1980: Le porno killers
- 1981: La maestra di sci
- 1981: Ciao nemico
- 1981: Mia moglie torna a scuola
- 1982: Quella peste di Pierina
- 1982: Buona come il pane
- 1982: Il tifoso, l’arbitro e il calciatore
- 1982: Giovani, belle... probabilmente ricche
- 1983: Ti spacco il muso, bimba
- 1983: Paulo Roberto Cotechiño centravanti di sfondamento
- 1983: Cuando calienta el sol... vamos alla playa
- 1988: Rimini, Rimini – Un anno dopo

## Dyskografia

### albumy
- 1983: Stars on Donna part one / Stars on Donna part two (Monkey Music Records Mr 31032)
- 1983: Stars on Donna (Monkey Music Records Mr 31721)
- 1984: Le canzoni di „Drive in...” (F1 Team 33318)
- 1992: Una notte italiana (Canaveral QR 1000)
- 1996: Macho Mambo EP/Mini album (Canaveral)

### single
- 1981: „Notte senza luna”
- 1984: „Mi scusi, signorina”
- 1985: „Sì”
- 1985: „Mai, Mai, Mai”
- 1986: „Camomillati Venerdì”
- 1987: „Bravi, Settepiù”
- 1989: „Io Jane tu Tarzan”
- 1993: „Ciù Ciù Dance” EP (wyd. Real Sound RS5410)
- 1996: „Macho Mambo” (wyd. Canaveral, CD single)
- 2017: „Muevete” (wyd. The Shark Record e Hit Latin)